# Crimson Dawn (Band)
Crimson Dawn ist eine italienische Epic-Doom-Band aus Mailand, die 2005 gegründet wurde.

## Geschichte
Die Band wurde im Winter 2005 von Dario Beretta und Emanuele Rastelli gegründet, welche sich schon seit 1996 kannten. Zwischen Januar und April 2006 wurde mit A Dawn in Crimson ein erstes Demo aufgenommen. Die Aufnahmen hatten mit dem Produzenten Mat Stanciou im Elnor Studio stattgefunden, wobei Stanciou auch das Schlagzeuger einspielte. Beretta übernahm die E-Gitarre und den Gesang, während Rastelli den Bass, die E-Gitarre und das Keyboard bediente. Im selben Jahr wurde Material des Demos für den Soundtrack des Films Guardiani dei Misteri verwendet. Danach pausierte das Projekt bis Sommer 2008. 
Neben Beretta bestand die Band daraufhin aus dem Gitarristen Marco Rusconi, dem Schlagzeuger Luca Lucchini, dem Sänger Antonio Pecere, dem Keyboarder Emanuele Laghi und dem Bassisten Alessandro Reggiani Romagnoli. Das Debütalbum In Strange Aeons… wurde Ende 2012 in Mat Stancious Elnor Studio aufgenommen und von Dan Swanö im Unisound Studio gemastert, ehe es im Oktober 2013 über My Graveyard Productions erschien. Im folgenden Jahr war die Gruppe auf verschiedenen Festivals wie dem italienischen Play It Doom Festival oder dem maltesischen Malta Doom Metal Festival zu sehen. Außerdem hielt die Band zusammen mit Ghost zwei Auftritte in italien ab. Im selben Jahr erschien auch ein erstes Musikvideo, das für den Song Crimson Dawn erstellt wurde. 2015 schrieb die Band neue Lieder und nahm diese auf. Vor der Teilnahme am Doom Over Vienna im November, veröffentlichte die Gruppe im Oktober die EP At The Cemetery Gates, die drei Studioaufnahmen und eine Live-Version des bisher unveröffentlichten Liedes Checkmate in Red, aufgenommen auf dem Malta Doom Metal Festival, enthält. Die Aufnahmen der EP hatten wieder mit Mat Stanciou im Elnor Studio stattgefunden. 2016 begab sich die Gruppe erneut mit Stanciou in das Elnor Studio, um dort das zweite Album Chronicles of an Undead Hunter aufzunehmen. Ende März 2017 erschien über Punishment 18 Records das zweite Album Chronicles of an Undead Hunter.

## Stil
Lior "Steinmetal" Stein von metal-temple.com ordnete die Band in seiner Rezension zu In Strange Aeons… dem Epic Doom zu. Hierbei orientiere sich die Gruppe am Doom Metal der späten 1970er und frühen 1980er Jahre, wobei Gemeinsamkeiten zu Black Sabbath (sowohl zu Zeiten von Ozzy Osbourne als auch von Ronnie James Dio), Dio, Heavy Load, frühen Manilla Road sowie zu NWoBHM-Bands wie Witchfinder General und Angel Witch hörbar sind. Charakteristisch seien auch der Einsatz eines Keyboards und Fuzz, der Gesang sei sehr variabel, wenn auch für Doom Metal untypisch. Auch Jori van de Worp von lordsofmetal.nl bezeichnete die Gruppe in seiner Rezension zu Chronicles of an Undead Hunter als Epic-Doom-Band. Sie werde oft als die italienischen Candlemass beschrieben, wobei er den Vergleich für gerechtfertigt hielt. Auch er hörte Gemeinsamkeiten zu Black Sabbath heraus. Der Gesang rufe manchmal Erinnerungen an den späteren Gesang von Dio wach. Die Songs hätten einen für eine italienische Band typisch symphonischen Charakter.

## Diskografie
- 2006: A Dawn in Crimson (Demo, Eigenveröffentlichung)
- 2013: In Strange Aeons… (Album, My Graveyard Productions)
- 2015: At the Cemetery Gates (EP, Eigenveröffentlichung)
- 2017: Chronicles of an Undead Hunter (Album, Punishment 18 Records)